# Фридрих Вильгельм Гессенский (1893—1916)
Фридрих Вильгельм Сигизмунд Виктор Гессенский (нем. Friedrich Wilhelm von Hessen; 23 ноября 1893, Франкфурт-на-Майне — 12 сентября 1916, Негру-Водэ) — представитель Гессенского дома. Лейтенант Германской императорской армии.

## Биография
Фридрих Вильгельм родился 23 ноября 1893 года. Он был старшим сыном Фридриха Карла Гессенского (1868—1940) и его супруги Маргариты Прусской (1872—1954). Его отец был провозглашён королём Финляндии в 1918 году. По линии отца Фридрих Вильгельм, является потомком ландграфов Гессен-Касселя, а по материнской линии, потомком Вильгельма I, королевы Виктории и Павла I.
В 1901 году он семьёй переехал в замок Фридрихсхоф, где он и вырос. Из-за того, что у него были английские няни, он и его братья хорошо владели английским языком. Он считался любимым сыном отца.
Сначала Фридрих Вильгельм посещал Гимназию Гете, во Франкфурте-на Майне. Затем учился в гимназии Гельмгольца в Потстдаме и кадетской школе в Берлине, с 1909 по 1912 год. Затем он начал военную карьеру, учась в военной школе, в Ганновере. После этого он служил в 6-м Тюрингском полку.
С началом Первой мировой войны, он был отправлен на западный фронт. Около Лаваля, он был серьезно ранен. Пуля повредила руку и оба легких. После выздоровления, он продолжил воевать на восточном фронте, где в 1915 году был снова ранен.
Фридрих Вильгельм погиб во время румынской кампании, недалеко от города Негру-Водэ, 12 или 15 сентября 1916 года, во время неудачной атаки на город. Двумя годами ранее, на западном фронте погиб его брат Максимилиан (1894—1914). Брат Фридриха Вильгельма, Вольфганг (1896—1989), принёс домой его тело в гробу. Он был похоронен в Замке Кронберг, в Гессене.